# Wedderau
Wedderau war ein Ort im Kreis Heiligenbeil in Ostpreußen. Heute gehört seine Ortsstelle zum Bereich des Munizipalkreises Rajon Bagrationowsk (Stadtkreis Preußisch Eylau) in der russischen Oblast Kaliningrad (Gebiet Königsberg (Preußen)).

## Geographische Lage
Die Ortsstelle Wedderaus liegt im Südwesten der Oblast Kaliningrad, 15 Kilometer nordöstlich der früheren Kreisstadt Heiligenbeil (russisch Mamonowo) bzw. 35 Kilometer nordwestlich der heutigen Rajonshauptstadt Bagrationowsk (deutsch Preußisch Eylau).

## Geschichte
Das Jahr 1357 ist das Ersterwähnungsjahr des kleinen Vorwerks Vedrowe, das nach 1357 Wederow, nach 1404 Widdrio, nach 1437 Wideraw, nach 1507 Wodderau, vor 1600 Wiederau und nach 1680 Wedderau hieß. Im Jahre 1883 wurde der Gutsbezirk Wedderau als Bestandteil des Amtsbezirks Rippen (russisch Sowchosnoje) im ostpreußischen Kreis Heiligenbeil genannt. Im Jahre 1910 zählte Wedderau 63 Einwohner.
Im Jahre 1929 wurde Wedderau in die Landgemeinde Rippen und in den Amtsbezirk Ludwigsort (russisch Laduschkin) ein- bzw. umgegliedert.
Mit dem gesamten nördlichen Ostpreußen kam Wedderau 1945 in Kriegsfolge zur Sowjetunion. Wohl wurde Wedderau anfangs noch besiedelt, dann aber sehr bald verlassen. Eine russische Namensgebung ist nicht belegt, heute wird der Ort nicht mehr offiziell genannt, und er gilt als untergegangen.
Die Ortsstelle Wedderaus gehört heute zum Munizipalkreis Rajon Bagrationowsk (Stadtkreis Preußisch Eylau) in der russischen Oblast Kaliningrad (Gebiet Königsberg (Preußen)).

## Religion
Bis 1945 war Wedderau in das Kirchspiel der evangelischen Kirche Brandenburg (Frisches Haff) (russisch Uschakowo) in der Kirchenprovinz Ostpreußen der Kirche der Altpreußischen Union eingegliedert.

## Verkehr
Die nur noch schwer erkennbare Ortsstelle Wedderaus liegt an der Regionalstraße 27A-020 (ex A 194, frühere deutsche Reichsstraße 1) Mamonowo (Heiligenbeil)–Pjatidoroschnoje (Bladiau)–Rasdolnoje (Pohren) ↔ Laduschkin (Ludwigsort)–Uschakowo (Brandenburg)–Kaliningrad (Königsberg (Preußen)). Die nächste Bahnstation war Ludwigsort an der Bahnstrecke Berlin–Königsberg–Eydtkuhnen/Eydtkau („Preußische Ostbahn“) und ist heute Laduschkin an der Bahnstrecke Mamonowo–Kaliningrad.